# Федорівський Сергій Іванович
Сергі́й Іва́нович Федорівський (10 листопада 1993, с. Тальянки, Тальнівський район, Черкаська область — 13 квітня 2022, неподалік Борової, Харківська область) — український громадський діяч, учасник російсько-української війни.

## Освіта
Сергій Федорівський народився в селі Тальянки на Черкащині. До 4-го класу здобував освіту в рідному селі. Опісля переїхав до міста Умані неподалік, де ходив до школи № 14. Із закінченням 9-го класу вступив до Уманського гуманітарно-педагогічного коледжу імені Тараса Шевченка на факультет іноземних мов.
Юнак мріяв вступити до Національного педагогічного університету імені Михайла Драгоманова на факультет політології та права. Своє бажання він реалізував.

## Громадська та політична діяльність
Сергій Федорівський був активістом Громадянського руху «Відсіч», брав участь у спільноті «Мова об'єднує», Русі опору капітуляції, проєктах Veteran Hub разом із ГО «Доступно.UA». Працював над захистом України, української мови та культури від зовнішніх і внутрішніх ворогів, бойкотом російських товарів, перевіряв пристосованість інфраструктури до пересування людей з інвалідністю тощо.
Був учасником протестів проти переслідування громадських активістів і військовослужбовців, зокрема у справах Сергія Стерненка й убивства Павла Шеремета. Брав участь в акціях і заходах у справі Nestlé — проти дискримінації працівника компанії за мовною ознакою. Підтримував історика Вахтанга Кіпіані у справі про заборону його книжки «Справа Василя Стуса. Збірка документів з архіву колишнього КДБ УРСР» за позовом Віктора Медведчука.
У березні 2013 року став співзасновником ресурсу Pingvin.pro, присвяченого IT, технологіям, іграм і кіно.
У 2015 році балотувався в депутати Уманської міської ради.

## Участь у війні з Росією

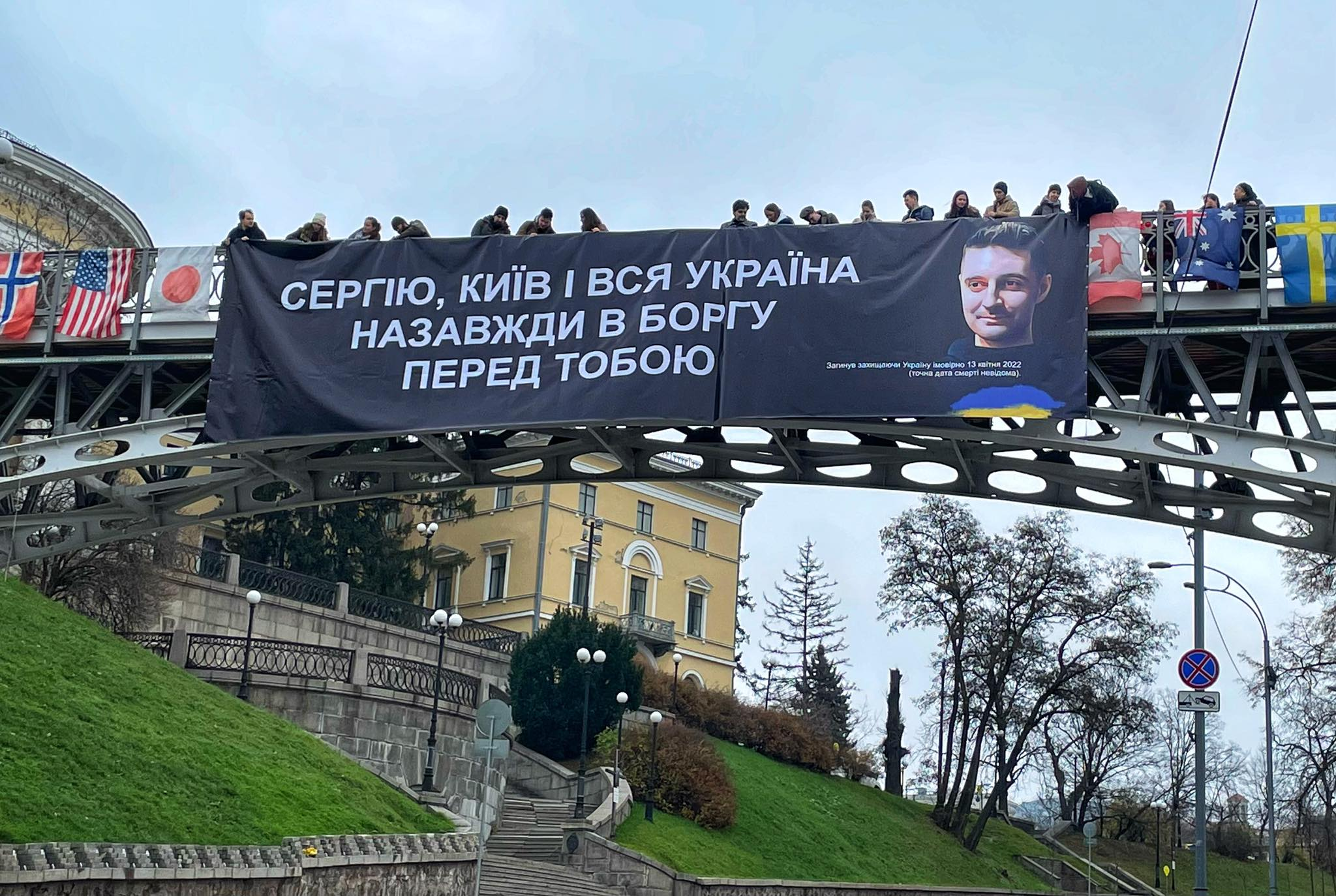
Плакат на вшанування Сергія Федорівського на мосту над алеєю Героїв Небесної Сотні в Києві

У 2014 році Сергій Федорівський пішов добровольцем і взяв участь у російсько-українській війні, на Донбасі. Спочатку він пройшов навчання в Національній гвардії України. Згодом відправився воювати в складі 5-го батальйону Добровольчого українського корпусу «Правий сектор». Потім Сергій перевівся до медичного батальйону «Госпітальєри». А ще пізніше — до 8-го окремого батальйону УДА «Аратта».
З початком повномасштабного вторгнення Росії в Україну в 2022 році Сергій Федорівський приєднався до 206-го батальйону ТРО, у складі якого брав участь у боях за захист Києва. Згодом у лавах об'єднаної 112-ї бригади ТРО поїхав визволяти Харківщину.
13 квітня 2022 року під час боїв біля Борової на Харківщині Сергій Федорівський перестав виходити на зв'язок, його оголосили зниклим безвісти. Через понад пів року, після деокупації села Копанки, місцеві жителі вказали на братську могилу українських воїнів на місцевому кладовищі. За попередніми даними, захисники, відступаючи у квітні, загинули в бою. 26 жовтня була розпочата ексгумація, після чого віднайшли військовий квиток Сергія Федорівського й упізнали його особисті речі та тіло. У подальших джерелах датою смерті вказано 13 квітня 2022 року.

## Нагороди
За участь у війні на Сході України нагороджений нагрудним знаком «Залізний хрест» і медаллю «За жертовність та любов до України».
7 квітня 2023 року нагороджений (посмертно) орденом «За мужність» III ступеня.

## Вшанування пам'яті
10 листопада 2022 року, у день народження Федорівського, У Києві на Алеї Героїв Небесної сотні відбулося вшанування пам'яті Сергія Федорівського. Під час заходу активісти громадянського руху Відсіч та друзі Сергія вивісили пам'ятний банер на пішохідному мосту над Алеєю із написом: «Сергію, Київ і вся Україна назавжди в боргу перед тобою» та запалили фаєри.
26 січня 2024 року Тальнівська міська рада перейменувала вулицю Першотравневу в селі Тальянки на честь Сергія Федорівського.